# 二郎坝镇
二郎坝镇，是中华人民共和国陕西省汉中市宁强县下辖的一个乡镇级行政单位。

## 行政区划
二郎坝镇下辖以下地区：
水田坪村、莲花庵村、罗家坝村、桃元坝村、挂子山村、板苍坝村、茶元子村、天台山村、二郎坝村和白果树村。